# Hasle (Lucerna)
Hasle – miejscowość i gmina w Szwajcarii, w kantonie Lucerna, w okręgu Entlebuch.

## Demografia
W Hasle mieszka 1 725 osób. W 2021 roku 2,8% populacji gminy stanowiły osoby urodzone poza Szwajcarią. 

## Transport
Przez teren gminy przebiega droga główna nr 10. 